# Albox
Albox – gmina w Hiszpanii, w prowincji Almería, w Andaluzji, o powierzchni 168,42 km². W 2011 roku gmina liczyła 10 821 mieszkańców.